# Viktor Bromer
Viktor Bregner Bromer (Aarhus, 20 aprile 1993) è un nuotatore danese.

## Palmarès
- Europei

Berlino 2014: oro nei 200m farfalla
Londra 2016: argento nei 200m farfalla
- Europei in vasca corta

Chartres 2012: argento nei 200m farfalla
Netanya 2015: argento nei 200m farfalla